# Achille Henriette
Achille Henriette (25 aprile 1987) è un calciatore seychellese, di ruolo centrocampista.